# Crénidès
 (avril 2017).
Si vous disposez d'ouvrages ou d'articles de référence ou si vous connaissez des sites web de qualité traitant du thème abordé ici, merci de compléter l'article en donnant les références utiles à sa vérifiabilité et en les liant à la section « Notes et références ».
Crénidès ou Krénidès (en grec ancien Κρηνἱδες) est une ancienne colonie thasienne de Macédoine orientale. Le nom de Krinídes est porté par le village voisin du site antique de Philippes, construit après 1922 pour accueillir des réfugiés d'Anatolie.

## Histoire
Elle tire son nom de la présence voisine de sources (en grec κρηνη / krênê). La petite colonie est menacée par les tribus thraces voisines et, probablement en conflit avec sa métropole, appelle en -356 le roi de Macédoine Philippe II à son secours. Ce dernier procède à la refondation de la ville, qu'il rebaptise à partir de son propre nom, Philippes . Elle est fondée en -360 sous la direction de l'homme politique athénien en exil Callistratos, sur le piémont sud du mont Orbélos actuel mont Lékani - en bordure nord du marais qui occupait dans l'Antiquité toute la plaine le séparant du mont Pangée au sud.
À l'époque moderne, des Grecs d'Asie Mineure expulsés par les Turcs (épisode dit « la Grande Catastrophe »)
sont réinstallés dans le village de Rachtsa (ou Raktcha), agrandi et renommé Krénides en 1926, à l'est de la colline où se trouve le site archéologique de Philippi.
La localité moderne appartient au district municipal de Fílippi. Selon le recensement de 2021, elle compte 2 925 habitants.